# Jennifer Todd (Volleyballspielerin)
Jennifer Todd (* 3. Februar 1985 in San Diego, Kalifornien) ist eine ehemalige US-amerikanische Volleyballspielerin.

## Karriere
Todd spielte zunächst wie ihr Vater Basketball. Im Alter von vierzehn Jahren kam sie mit ihrer Schwester zum Volleyball und spielte im Team der Green Valley High School. 2003 begann sie ihre Karriere an der Washington State University und nach zwei Jahren ging sie zur University of Texas. In der Saison 2007/08 wurde die Mittelblockerin mit dem VC Kanti Schaffhausen Schweizer Vizemeister. Die nächsten beiden Jahre verbrachte sie in Frankreich bei Terville Florange Olympique und Istres Ouest Provence. 2010 wechselte Todd nach Spanien zum Club Voleibol Haro. Im Sommer 2011 verpflichtete der deutsche Bundesligist Rote Raben Vilsbiburg die US-Amerikanerin. Nach Knieproblemen beendete Todd im Sommer 2012 ihre Karriere.